# Ариево
Ари́ево (баш. Арый) — деревня в Дуванском районе Республики Башкортостан Российской Федерации. Центр Ариевского сельсовета.

## География

### Географическое положение
Протекает река Аньяк (Анзяк).
Расстояние до:
- районного центра (Месягутово): 15 км,
- ближайшей ж/д станции (Сулея): 93 км.

## История
Первопоселенец Арый по источникам не прослеживается. Но его сыновья и внуки учтены VII ревизией 1816 г.: старший сын Амин Ариев 1776 г. рождения, (его сын Сафиулла), младший — Нигматулла Ариев 1779 г. рождения (его дети: Мулхия и Алмашакар). Они были ещё живы в 1894 году.
Входил в состав Златоустовского уезда Уфимской губернии

## Население
| 1795 | 1816 | 1834 | 1859 | 1870 | 1920 | 2002 | 2010 |
| ---- | ---- | ---- | ---- | ---- | ---- | ---- | ---- |
| 76   | ↗114 | ↗188 | ↗256 | ↘119 | ↗461 | ↘361 | ↗385 |

## Инфраструктура
Личное подсобное хозяйство с зоной сельскохозяйственного использования, индивидуальная застройка усадебного типа.

## Транспорт
Ариево доступно автотранспортом. Остановка общественного транспорта «Ариево» на автодороге регионального значения «Каракулево — Ариево — Маржангулово» (идентификационный номер 80 ОП МЗ 80Н-251).

## Известные уроженцы, жители
- Кутипов, Зиннат Кутипович (1918—1944) — башкирский советский поэт, член Союза писателей Башкирской АССР. Участник Великой Отечественной войны.